# ヴィクトリーナ姫路
ヴィクトリーナ姫路（ヴィクトリーナひめじ、英: Victorina Himeji）は、日本のプロバレーボールチーム。ホームタウンは兵庫県姫路市。2025-26シーズンはSV.LEAGUE所属。
チーム名は「Victory（勝利）」を女性らしく変化させた造語で、常に勝利を目指す女性たちの姿に由来している。

## 概要
- 2016年3月14日 - 運営会社「株式会社姫路ヴィクトリーナ」設立[3][4]。
- 2016年6月7日 - 女子バレーボールクラブチーム「ヴィクトリーナ姫路」と女子バレーボールのトップアスリートで結成したユニット「ヴィクトリーナドリームス」発足[5][6][7][8][9]。
- 2016年7月10日 - チーム初の対外試合・初の公式戦となる天皇杯・皇后杯全日本バレーボール選手権大会の兵庫県ラウンドに出場[10][11][12][8]。
- 2017年4月10日 - 世界文化遺産・姫路城にてトップチームの本格始動を発表[4][13][14]。
- 2017年8月1日 - 運営会社の経営難・事業停止等によりVリーグ機構から退社勧告を受け、チャレンジリーグから脱退した仙台ベルフィーユからチームを譲渡され、V・チャレンジリーグIへ参戦が決定[15][16][17][18]。
- 2017年8月10日 - Vリーグ機構より、仙台Bからのチーム譲渡は無効と判断。それに伴い、V・チャレンジリーグ参入は取り消し[19][20][18]。
- 2017年11月20日 - 姫路の下部組織となる育成チーム「マックスバリュ・ヴィクトリーナ」発足[21][22]。
- 2018年3月24日 - 2018/19シーズンからV.LEAGUE DIVISION2（V2）への参戦が決定。
- 2019年3月17日 - V2リーグ2018/19シーズンで優勝し、翌シーズンからのV1リーグへの参戦が決定。
- 2023年4月9日 - V・チャレンジマッチでプレステージ・インターナショナルアランマーレに敗退し（2戦2敗）、翌シーズンからV2リーグへ降格。
- 2024年3月10日 - V2リーグ2023/24シーズンでチーム初のリーグ戦全勝（18戦18勝）を達成し、レギュラーラウンド1位でファイナルへ進出。
- 2024年3月24日 - V2リーグファイナルでルートインホテルズブリリアントアリーズに3-0で勝利し、5シーズンぶり2回目のV2リーグ制覇を19戦全勝の完全優勝で達成[23]。
- 2024年4月17日 - 2024/25シーズンからSV.LEAGUEへの参戦が決定[24]。
- 2024年12月21日 - 天皇杯・皇后杯全日本バレーボール選手権大会ファイナルラウンド女子決勝でSAGA久光スプリングスに3-2で勝利し、同大会初優勝。チーム創設9年目で初の国内主要タイトルを獲得[25][26][27][28][29]。

## 歴史

### チーム設立
2016年3月14日、日本初の親会社を持たない独立採算型プロバレーボールチームとして運営会社「株式会社姫路ヴィクトリーナ」を設立し、日本バレーボール協会（以下、「JVA」と表記）に登録

。初代社長には橋本明が就任した。
同年6月7日に女子バレーボールクラブチーム「ヴィクトリーナ姫路」と五輪出場経験のあるバレーボール元全日本代表メンバーで結成された「ヴィクトリーナドリームス」を発足させ、全日本代表の主将を務めた竹下佳江が監督に就任。同年7月7日に河合由貴、片下恭子、筒井視穂子とプロ契約を結び、所属選手3名という状況でチームが始動した。
2016/17シーズンは、筒井が初代主将に就任。同年7月10日、前述の3選手に元全日本代表の平井香菜子と姫路獨協大学の選手を中心とした育成選手を加えた12名でチーム初の対外試合・初の公式戦となる天皇杯・皇后杯全日本バレーボール選手権大会の兵庫県ラウンドに臨んだが、1回戦で武庫川女子大学Bに0-2で敗れて初戦敗退となった
。
同年11月28日、姫路市出身で元全日本女子代表監督の眞鍋政義がゼネラルマネージャーに就任。
チーム設立当初は、2017/18シーズンのチャレンジリーグIIへの参入を目指して日本バレーボールリーグ機構（以下、「JVL」と表記）への準加盟登録準備をしていたが、2016年12月に全国大会出場実績がないことから、JVL準加盟登録を見送られた。前述の正式決定よりも前に、眞鍋GMが就任会見の席にて、同年9月にJVLから発表された、新リーグの「スーパーリーグ」参入に方向転換することを表明した。
2017年4月10日、世界文化遺産・姫路城にてトップチームの本格始動を発表。競技生活を離れていた高木理江（前所属：JTマーヴェラス）と浅津ゆうこ（前所属：久光製薬スプリングス）が姫路からのオファーを受けて現役に復帰するなど、Vリーグ経験者を積極的に獲得してチーム力の強化を図り、本格始動発表時の所属選手は10名となった。
同年5月2日～5月8日、鹿児島県薩摩川内市の薩摩川内市総合運動公園総合体育館（サンアリーナせんだい）にて初の合宿を実施した。2018年以降も毎年同体育館にて合宿を行っている。

### チーム譲渡問題
2017年7月31日、2016/17シーズンまでV・チャレンジリーグIに在籍していて、運営会社の経営難・事業停止等によりJVLから退社勧告を受け、リーグから脱退した仙台ベルフィーユ（以下、「仙台B」と表記）からチームが譲渡されると報道があった。それ以前の7月24日、姫路と仙台Bの間で合意。7月29日のJVL理事会において審議が行われ、仙台Bから選手の大半が移籍することを理由に譲渡を承認。8月1日、JVLが正式に発表した。これにより、2017/18シーズンから仙台Bに代わり、V・チャレンジリーグIに参戦することが決定した。
しかし、JVLが再調査の結果、姫路が仙台Bから受け入れる選手の数がJVLの定める譲渡の基準を下回っていることが判明。これにより、8月9日の理事会でチーム譲渡の要件を満たしていないため、チーム譲渡は無効、参入は取り消しとなった。そのため、2017/18シーズンからのチャレンジリーグI入りは幻に終わった。以上の決定を受け、8月17日に姫路商工会議所にて、橋本社長と眞鍋GMがチーム譲渡無効に関する記者会見を行った（会見内容については出典を参照）。
今回の措置に関して、Vリーグの他チームから「譲渡の基準を満たさないのではないか」との意見が出て、JVLの嶋岡健治会長は8月24日に記者会見を開き、「チーム譲渡に関する規定が整備されていなかった」と説明した。
2016年6月15日現在のJVL規約には、次のように定められていた。
一方の仙台Bは、当時所属していた選手・スタッフが中心となり、2018年8月7日、同じく宮城県仙台市を本拠地とする女子バレーボールクラブチーム・リガーレ仙台を設立した。

### Vリーグ参戦
2017/18シーズンは、河合が2代目主将に就任 。廃部となった仙台Bから高橋咲妃恵、逆瀬川由衣、濱邊優愛が移籍。2018年度内定選手として、大元朱菜、菅原未来、中本葉月、溝口由利香（以上、2017年12月1日付）、吉岡可奈（2018年3月9日付）の5名が入団。
2018年3月、初参戦となった第8回全国6人制バレーボールリーグ総合男女優勝大会において優勝を果たす。同月Vリーグ機構のS3ライセンスを取得し2018/19シーズンからV.LEAGUEの参戦が決定した。女子大会はV3リーグが当面開催されないため、V2リーグへの参戦となった。後にS1ライセンスを取得し、V2リーグの成績次第でV1リーグに昇格できることとなった。
当シーズンをもって、わずか半年の在籍となった濱邊を含む選手4名が退団した（「在籍していた選手」を参照）。

### V1リーグ昇格
Vリーグ参戦初年度となった2018/19シーズンは、金杉由香がJTから移籍、新外国人選手としてスエリ・オリベイラが加入。2019年度内定選手として、櫻井美樹、貞包里穂、田中咲希、長野有紗、堀込奈央、脇田美怜の6名が入団（2018年12月10日付）。
レギュラーラウンドを17勝1敗で1位通過、ファイナル6を5勝1敗の成績でV2リーグ優勝を果たした。当時V1リーグは1チーム不足していたため入替戦が免除され、チーム結成3年目、Vリーグ参戦1年目でV1リーグ昇格の快挙を達成。エースとして活躍した浅津がV2リーグ最高殊勲選手賞、新人ながら主力メンバーとして活躍した吉岡がV2リーグ最優秀新人賞に選出された。
シーズン終了後にチーム結成時からのメンバーであった筒井と河合が現役を引退、スエリが退団した。
2019年5月31日付で、眞鍋GMが取締役球団オーナーに昇格。安保澄が2代目GMに就任した。

### 昇格後
V1リーグ初年度の2019/20シーズンは、河合の引退に伴い、高橋が3代目主将に就任。高木が選手兼任コーチとなった。V2優勝とV1昇格に大きく貢献した高木と浅津が控えに回り、スエリに代わる新外国人選手としてイブナ・マラが加入、2年目の吉岡や新人の貞包里穂、長野有紗、堀込奈央らを積極的にスタメンで起用した。前シーズンから大幅に主力メンバーを入れ替え、1年目～2年目や内定選手主体のメンバーで望んだが、高橋や櫻井美樹が故障で離脱し、チームは経験不足を露呈して苦戦を強いられ、プレミアカンファレンスでは3勝18敗の成績で6チーム中最下位に終わり、チャレンジ4に回ることになった。チャレンジ4でも3戦全敗となり、12チーム中最下位でシーズンを終えたため、2020年2月22日、23日にV・チャレンジマッチで、群馬銀行グリーンウイングス（V2優勝）と入替戦を戦うこととなった。V・チャレンジマッチでは、大卒内定選手の松本愛希穂と佐々木千紘をスタメンに抜擢し、選手登録したばかりの高卒内定選手・清田萌も控えセッターに登録して二枚替えで投入。結果的に2試合ともストレートで勝ちV1残留を果たした。
2020年7月3日、NECレッドロケッツからアウトサイドヒッターの荒谷栞が移籍入団。
2020年9月2日、兵庫県姫路市の「ホテルモントレ姫路」で「2020-21シーズン公式会見」が開かれた。会見は2部構成で行われ、1部には竹下佳江前監督、中谷宏大新監督、貞包里穂キャプテンが出席。チームの創設から昨季まで監督をつとめた竹下は監督を後進に託し、球団副社長という立場からチームを支えると話した。中谷新監督からチームの新たなスローガン「No Limit,Go Upward」が発表。今シーズンへの決意を表明した。2部には眞鍋政義球団オーナー、橋本明球団社長、吉岡可奈、長野有紗らも出席し、今シーズンから一部試合（22試合中4試合）で限定的に着用されるスコートタイプの新ユニフォームが披露された。本デザインの採用はVリーグ初となる試み。
2021年2月2日、アウトサイドヒッターの渡邉かや（日本大学）、金田莉実（東海大学）ら2名の入団内定が発表された。
2021年3月8日、リベロの溝口由利香の退団が発表された。
2021年5月14日、所属選手1名が新型コロナウィルスに感染していたことが発表された。感染の判明は同月8日。当該選手は当時兵庫県外に滞在中であったため濃厚接触者にあたるチーム関係者はいなかったが、チームは念のため関係者全員にPCR検査を実施。その結果全員が陰性であったため、8日から全面的に休止されていたチーム活動が14日に再開された。
2021年5月26日、チーム専属のチアリーダーチーム「C-ups（シーアップス）」の設立が発表された。C-upsは来季開幕の本格始動を目指し、同月30日まで第1期生を募集。また、そのチアリーダーチームを運営する会社がプロデュースするスポーツカフェ「C-ups Cafe&Sports Bar」が「テラッソ姫路」内でのオープンを予定していることも明らかになった。このバーでは過去に収録されたヴィクトリーナ姫路の試合のほか、TV中継される国際大会の映像なども流される予定。カフェの壁にはヴィクトリーナ姫路のチームロゴが大きくあしらわれる。
2021年6月8日、2021-22シーズンの新体制が発表。監督・キャプテンには引き続き中谷宏大・貞包里穂が、副キャプテンには櫻井美樹、荒谷栞らが就任。チームスローガンも「Break」に改められた。
2021年6月30日、姫路城大手前公園で二代目チームバスの譲渡式典が行われた。新たなチームバスは神姫バス株式会社から無償譲渡される。初代チームバスも同社から2017年10月に提供されたもので、これまでチームが日本全国へ遠征する際に使用されていたが、チームの規模拡大（選手・スタッフの増員）に対応できなくなってしまったため、新たなチームバスを譲り受ける運びとなった。バスのデザインは選手・ファンによる投票で決定。これと同時に、神姫バス株式会社はマーケティングパートナーから公式スポンサーになった。
2021年7月15日、リオ五輪にオランダ代表として出場したセレステ・プラク（アウトサイドヒッター）の入団が発表された。
2021-22シーズン、V1女子で11位となり、V・チャレンジマッチのV1・V2入替戦に出場となった。V1・V2入替戦では群馬銀行グリーンウイングスに連勝しV1残留を果たした。同シーズンをもって、中谷宏大が監督を退任した。
2022年6月2日、合宿先として馴染みのある薩摩川内市（鹿児島県）との連携協定を締結した。それにより薩摩川内市でもホームゲームが開催されることとなった（2022-23シーズンは2023年1月14日-15日に開催）。
2022-23シーズン、ゼネラルマネージャーの安保澄が監督に就任した。V1女子では、荒谷栞と貞包里穂が怪我からのリハビリで出場できず、前シーズンに多くの試合に出場した渡邉かやと長野有紗も試合に出場できないなど、コンディション不良の選手が相次いだ。なかなか勝ち星を挙げれず5勝止まりで最下位の12位に低迷し、前シーズンに続きV・チャレンジマッチのV1・V2入替戦に出場となった。V1・V2入替戦の前に安保澄が監督退任となり、コーチの高橋駿が監督代行を務める事になった。そして、V1・V2入替戦に臨むが、監督交代の効果は出ず、プレステージ・インターナショナルアランマーレに連敗し、V2降格となった。
降格について謝罪会見を行うと各メディアに通知し、4月14日、橋本明社長が記者会見で謝罪を行った。リーグの終盤にチーム内の不和が強く感じられたため、入替戦前に監督交代とすることになったと釈明。勝てる可能性を感じていた中でまとまり切れずシーズンを通して迷走が続いていたと振り返った。また、2022年までオランダ女子代表監督を務めたアヴィタル・セリンジャーを新監督に迎えることと自身が社長を辞任することも同会見で明かした。橋本は5月31日をもって社長を退任する。また、5月上旬開催の第71回黒鷲旗全日本男女選抜大会は元監督の中谷宏大が監督を務めることとなった。
2023年6月1日、橋本前社長の後任として、同日付でB.LEAGUEの大阪エヴェッサや西宮ストークスの代表取締役を務めた上原光徳の新社長就任を発表した。上原新社長は2021年10月に姫路に入社し、経営戦略アドバイザーと取締役副社長を歴任していた。

## 成績

### 主な成績
V.LEAGUE DIVISION1
- 優勝 なし（最高成績：10位［2020年度］）

V.LEAGUE DIVISION2
- 優勝 2回 - 2018年度、2023年度

天皇杯・皇后杯全日本バレーボール選手権大会
- 優勝 1回 - 2024年度

全国6人制バレーボールリーグ総合男女優勝大会
- 優勝 1回 - 2017年度

近畿6人制バレーボール総合選手権大会
- 優勝 2回 - 第64回（2022年度）、第65回（2023年度）

### 年度別成績

#### V.LEAGUE
| 所属      | 年度    | 最終 順位 | 参加 チーム数 | レギュラーラウンド | レギュラーラウンド | レギュラーラウンド | レギュラーラウンド | レギュラーラウンド | レギュラーラウンド | ポストシーズン | ポストシーズン | ポストシーズン | 備考 |
| 所属      | 年度    | 最終 順位 | 参加 チーム数 | カンファレンス     | 順位               | チーム数           | 試合               | 勝                 | 敗                 | 試合           | 勝             | 敗             | 備考 |
| --------- | ------- | --------- | ------------- | ------------------ | ------------------ | ------------------ | ------------------ | ------------------ | ------------------ | -------------- | -------------- | -------------- | ---- |
| DIVISION2 | 2018-19 | 1位       | 10チーム      | -                  | 1位                | 10チーム           | 18                 | 17                 | 1                  | 5              | 4              | 1              |      |
| DIVISION1 | 2019-20 | 12位      | 12チーム      | プレミア           | 6位                | 6チーム            | 21                 | 3                  | 18                 | 3              | 0              | 3              |      |
| DIVISION1 | 2020-21 | 10位      | 12チーム      | （1リーグ制）      | 12位               | 12チーム           | 21                 | 4                  | 17                 | 2              | 1              | 1              |      |
| DIVISION1 | 2021-22 | 11位      | 12チーム      | （1リーグ制）      | 11位               | 12チーム           | 33                 | 8                  | 25                 | -              | -              | -              |      |
| DIVISION1 | 2022-23 | 12位      | 12チーム      | （1リーグ制）      | 12位               | 12チーム           | 33                 | 5                  | 28                 | -              | -              | -              |      |
| DIVISION2 | 2023-24 | 1位       | 10チーム      | -                  | 1位                | 10チーム           | 18                 | 18                 | 0                  | 1              | 1              | 0              |      |

#### SV.LEAGUE
| 所属      | 年度    | 最終 順位 | 参加 チーム数 | レギュラーラウンド | レギュラーラウンド | レギュラーラウンド | レギュラーラウンド | ポストシーズン | ポストシーズン | ポストシーズン | 備考 |
| 所属      | 年度    | 最終 順位 | 参加 チーム数 | 順位               | 試合               | 勝                 | 敗                 | 試合           | 勝             | 敗             | 備考 |
| --------- | ------- | --------- | ------------- | ------------------ | ------------------ | ------------------ | ------------------ | -------------- | -------------- | -------------- | ---- |
| SV.LEAGUE | 2024-25 | 6位       | 14チーム      | 6位                | 44                 | 27                 | 17                 | 2              | 0              | 2              |      |

## 選手・スタッフ(2025-26)

### 選手
| 背番号                                                                   | 名前                     | シャツネーム | 生年月日（年齢）       | 身長 | 国籍     | Pos   | 在籍年  | 前所属                 | 備考     |
| ------------------------------------------------------------------------ | ------------------------ | ------------ | ---------------------- | ---- | -------- | ----- | ------- | ---------------------- | -------- |
| 2                                                                        | 櫻井美樹                 | SAKURAI      | 1996年5月1日（29歳）   | 170  | 日本     | S     | 2019年- | 日本体育大学           |          |
| 3                                                                        | 田中咲希                 | TANAKA       | 1996年9月21日（28歳）  | 170  | 日本     | OH    | 2019年- | 中京大学               |          |
| 4                                                                        | 佐々木千紘               | SASAKI       | 1997年11月17日（27歳） | 175  | 日本     | MB    | 2020年- | 東京女子体育大学       |          |
| 7                                                                        | ミンニャ・オスマジック   | OSMAJIC      | 2003年2月12日（22歳）  | 192  | セルビア | MB    | 2024年- | Jedinstvo Stara Pazova |          |
| 9                                                                        | 渡邉かや                 | KAYA         | 1998年6月9日（27歳）   | 171  | 日本     | OH    | 2021年- | 日本大学               |          |
| 11                                                                       | 宮部藍梨                 | AIRI         | 1998年7月29日（27歳）  | 181  | 日本     | MB/OH | 2022年- | ミネソタ大学           |          |
| 13                                                                       | 伊藤麻緒                 | ITO          | 2000年6月23日（25歳）  | 178  | 日本     | MB    | 2023年- | 東海大学               |          |
| 16                                                                       | 吉田眞奈                 | YOSHIDA      | 2001年2月1日（24歳）   | 166  | 日本     | L     | 2023年- | 千里金蘭大学           |          |
| 17                                                                       | 野末朋那                 | NOZUE        | 2002年12月16日（22歳） | 176  | 日本     | OH    | 2025年- | 龍谷大学               | 新人     |
| 19                                                                       | チャッチュオン・モクシー | MOKSRI       | 1999年11月6日（25歳）  | 181  | タイ     | OH    | 2023年- | サリエル               |          |
| 20                                                                       | 河俣心海                 | KAWAMATA     | 2006年9月19日（18歳）  | 183  | 日本     | OP/MB | 2025年- | 下北沢成徳高校         | 新人     |
| 21                                                                       | 矢田和香                 | YADA         | 2006年4月28日（19歳）  | 186  | 日本     | MB    | 2025年- | 今治精華高校           | 新人     |
| 23                                                                       | 山本侑奈                 | YAMAMOTO     | 2003年2月17日（22歳）  | 173  | 日本     | MB    | 2025年- | 桜美林大学             | 新人     |
|                                                                          | 大島杏花                 | OHSHIMA      | 1998年2月2日（27歳）   | 175  | 日本     | S     | 2025年- | 倉敷                   | 移籍加入 |
|                                                                          | イ・ジェヨン             | JAE YEONG    | 1996年10月15日（28歳） | 179  | 韓国     | OH    | 2025年- | PAOK                   | 新加入   |
|                                                                          | カミーラ・ミンガルディ   | CAMILLA      | 1997年10月19日（27歳） | 186  | イタリア | OP    | 2025年- | スカンディッチ         | 新加入   |
|                                                                          | 野中瑠衣                 | NONAKA       | 2001年8月3日（24歳）   | 177  | 日本     | OH    | 2025年- | Astemo                 | 移籍加入 |
|                                                                          | 福留慧美                 | FUKUDOME     | 1997年11月23日（27歳） | 162  | 日本     | L     | 2025年- | ミラノ                 | 移籍加入 |
| 出典：新体制発表 チーム公式サイト SVリーグ公式サイト 更新：2025年7月24日 |                          |              |                        |      |          |       |         |                        |          |

#### 期限付き移籍
| 名前     | 生年月日（年齢）      | 身長 | 国籍 | Pos   | レンタル先   | 備考                    |
| -------- | --------------------- | ---- | ---- | ----- | ------------ | ----------------------- |
| 足立溜奈 | 2000年11月3日（24歳） | 176  | 日本 | OP/MB | 浜松         | 2025年7月-2026年5月31日 |
| 秋本美空 | 2006年8月18日（19歳） | 185  | 日本 | OH    | ドレスナーSC | [ 112 ]                 |

### スタッフ
| 役職                                                          | 名前                     | 備考                 |
| ------------------------------------------------------------- | ------------------------ | -------------------- |
| エグゼクティブアドバイザー                                    | 竹下佳江                 |                      |
| 監督                                                          | アヴィタル・セリンジャー |                      |
| ゼネラルマネージャー                                          | 関口博之                 |                      |
| コーチ                                                        | 高橋駿                   |                      |
| コーチ                                                        | 小野澤裕太               | 新任                 |
| コーチ                                                        | 柴田真果                 | 新任                 |
| S&Cコーチ                                                     | 清水理咲                 |                      |
| メディカルトレーナー                                          | 大道幸佳                 |                      |
| メディカルトレーナー                                          | 上村宗男                 |                      |
| マネージャー                                                  | 野津亜珠佳               | 新任                 |
| アシスタントマネージャー                                      | 貞包里穂                 | 配置転換             |
| 通訳兼マネージャー                                            | 阿部美奈子               |                      |
| 通訳                                                          | 奥村凛                   | 新任                 |
| アナリスト                                                    | 倉茂涼                   |                      |
| アナリスト                                                    | 金黒一馬                 | 新任                 |
| チームドクター                                                | 前野耕一郎               | 前野整形外科院長     |
| 管理栄養士                                                    | 黒川静花                 | 株式会社スギ薬局所属 |
| 出典：チーム公式サイト SVリーグ公式サイト 更新：2025年7月21日 |                          |                      |

## 在籍していた選手
2017年度退団
- 水野早苗（2017年12月の天皇杯・皇后杯全日本バレーボール選手権大会をもって引退、チームスタッフに転身）[117]
- 宮崎愛里（マックスバリュ・ヴィクトリーナへ移籍[118]⇒2021年度シーズンを以て退団[119]）
- 高橋美優（マックスバリュ・ヴィクトリーナへ移籍⇒退団）[118]
- 濱邊優愛（群馬銀行グリーンウイングスへ移籍⇒退団）[118]

2018年度退団
- 河合由貴（2021/22シーズンよりU-16アシスタントコーチに就任）
- 筒井視穂子（引退後はチームスタッフを経て、U-16ヘッドコーチに転身）
- 大田知香
- 瀧本りな
- 逆瀬川由衣（引退後は保育教師に転身）
- 菅原未来
  - 2019/20～2022/23シーズン：ヴィクトリーナ姫路・チームスタッフ[注 13]
  - 2023/24[注 14]～2024/25シーズン：ヴィアーレ兵庫
  - 2024年度シーズン限りで引退。

※以上、2018年度シーズン限りで引退。
- スエリ・オリベイラ（登録名はスエレ・オリヴェイラ）

2019年度退団
- 高木理江（フロントスタッフに転身）[121][122][123]
- 浅津ゆうこ[121][122]
- 片下恭子[124][125]
- 高橋咲妃恵[124][125]
- 兒島晴香（アシスタントマネージャーに転身、2023年5月をもって退団）[126]
- 安田睦実（2020/21シーズンはU-16アシスタントコーチを務めた）[126]

※以上、2019年度シーズン限りで引退。
- イブナ・マラ[124][125]
- 中本葉月
  - 2020/21シーズン：埼玉上尾メディックス[127][128][129][130]
  - 2020年度シーズン限りで引退[131]
- 川野綾子（概要の「ヴィクトリーナ アーリーチャレンジ制度」を参照）

2020年度退団
- 溝口由利香
  - 2021/22シーズン[注 15]：プレステージ・インターナショナルアランマーレ[132][133][134]
  - 2022/23シーズン：カノアラウレアーズ福岡[135]
  - 2023/24シーズン～：VfL Oythe（ドイツ）
- 金杉由香
  - 2021/22シーズン：KUROBEアクアフェアリーズ[136][137][138]
  - 2021年度シーズン限りで引退。
- アリョーナ・マルティニューク[136][137]
  - 2024/25シーズン～：群馬グリーンウイングス

2021年度退団
- 脇田美怜[139][140]
- 福井愛加[139][140]

※以上、2021年度シーズン限りで引退。
2022年度退団
- 堀込奈央
- 孫田菜奈
- 清水茜里
- 吉崎ひな

※以上、2022年度シーズン限りで引退。
- 大元朱菜
  - 2023/24シーズン：ヴィアーレ兵庫[145]
- セレステ・プラク
- 長野有紗
  - 2023/24シーズン～：トヨタ車体クインシーズ・クインシーズ刈谷[146][147]
- 花井萌里
  - 2023/24シーズン：久光スプリングス[148][149][150]
  - 2023年度シーズン限りで引退。
- 宮地佳乃
  - 2023/24シーズン：PFUブルーキャッツ[151][152][153]
  - 2024/25シーズン～：カノアラウレアーズ福岡
- 吉岡可奈
  - 2023/24～2024/25シーズン：ヴィアーレ兵庫[145]
- 清田萌
  - 2023/24シーズン：GSS東京サンビームズ
  - 2023年度シーズン限りで引退。

2023年度退団
- 貞包里穂
- 小林エンジェリーナ優姫
- 坊野明里
- 山田絢音

※以上、2023年度シーズン限りで引退。
- 古市梨乃
  - 2024/25シーズン～：KUROBEアクアフェアリーズ富山
- 金田莉実
  - 2024/25シーズン～：KUROBEアクアフェアリーズ富山

## ヴィクトリーナ アーリーチャレンジ制度
V1リーグ初年度となった2019/20シーズンより、『ヴィクトリーナ アーリーチャレンジ制度』という有望学生奨励制度を設立。適用された学生は、学生生活に支障が出ない程度に姫路のトレーニングや試合に参加する。
適用選手第1号は川野綾子（セッター、当時・東京女子体育大1年）で、2019年11月16日の久光製薬スプリングス戦（ウインク体育館）にて公式戦初出場。2020年1月11日～1月13日のチャレンジ4までチームに帯同した（2020年3月31日付で選手登録抹消）。

## ヴィアーレ兵庫
マックスバリュ・ヴィクトリーナの名称で2017年11月発足、2018年4月始動。マックスバリュ時代はヴィクトリーナ姫路の育成チーム（下部組織）として活動し、チーム自体のV.LEAGUE参入も目指していた。2019年にチーム名をマックスバリュ姫路ヴィアーレに変更したが、2020年にマックスバリュ・ヴィクトリーナに戻した。
マックスバリュ西日本株式会社が創設したアスリート社員制度を利用したもので、所属選手はマックスバリュ西日本株式会社の正社員として雇用され勤務する一方、一般社団法人ヴィクトリーナ・エリートアカデミー強化育成指定選手としてトレーニングに打ち込み、ヴィクトリーナ姫路とのプロ契約を目指す。契約期間は最長で3年間。
2019年10月、当時所属選手だった兒島晴香と安田睦実がチーム発足から初めてヴィクトリーナ姫路に昇格入団することが発表された（両選手は2019/20の1シーズントップチームに所属し、シーズン終了後に引退）。
2020年10月6日、当時所属選手だった福井愛加（神戸親和女子大学卒）がヴィクトリーナ姫路に昇格入団することが明らかになり、当日選手登録された（登録有効日は2020年10月16日）。
2021年4月5日、同月1日に新入団選手として田部咲来（鹿屋体育大学卒）、坊野明里（金蘭会高等学校卒）、縣優理子（岐阜第一高等学校卒）ら3名が迎えられたことが発表された。
2021年10月4日、当時所属選手だった坊野がヴィクトリーナ姫路に昇格入団することが明らかになり、当日選手登録された（登録有効日は2021年10月14日）。
2023年4月、チームは独立し、チーム名も「ヴィアーレ兵庫」に変更した。運営会社は「ヴィアーレ兵庫株式会社」。活動拠点を兵庫県全体に広げ、競技の普及活動にも力を入れる。アスリート社員制度の意志はそのまま引き継がれる。100人まで選手登録が可能な県内最大規模のクラブチームとして将来的なVリーグ入りを目指す。
2023年6月28日、2022/23シーズンをもってヴィクトリーナ姫路を退団した大元朱菜と吉岡可奈が移籍加入することを発表した。大元は選手会長、吉岡は広報部長を兼任する。併せて、新たに「地域貢献型アスリート社員制度」を創設、「兼業プロ（働きながら行うプロ活動）」の運用を目標に地元大手企業の支援のもとスタートすることを発表した（Vリーグ経験等実績のある選手が対象）。前述の適用選手として、大元は株式会社姫路生花卸売市場、吉岡は株式会社ノバックと所属契約を締結した。代表取締役社長には2023年5月31日付でヴィクトリーナ姫路の代表取締役社長を退任した橋本明が就任した。

## アンダーカテゴリー
U12・U15アカデミーが活動。2025年にユースチームが設立され、井上愛里沙が監督に就任する。

### アカデミースタッフ
| 役職                   | 名前       | 備考                           |
| ---------------------- | ---------- | ------------------------------ |
| ヘッドコーチ           | 坊野明里   | U12・U15                       |
| 顧問                   | 飯塚守     | U15                            |
| アドバイザー           | 高附祥嘉   | U15                            |
| ディレクター           | 岡崎大志   | U12・U15、アカデミー事業部部長 |
| コーチ                 | 貞包里穂   | U12・U15                       |
| コーチ                 | 藤原雅     | U12・U15                       |
| コーチ                 | 大熊亜里沙 | U12・U15                       |
| コーチ                 | 福村滉一   | U15                            |
| 出典：チーム公式サイト |            |                                |

## ヴィクトリーナドリームス
姫路ヴィクトリーナが運営し、元全日本女子バレーボールチーム代表・主将 竹下佳江氏を中心として2016年に発足したユニットで、バレーボールで夢を追いかける女子中学生を応援するためにメンバーがアイデアや意見を出し合い、新しい企画やイベントを生み出すことを目的に結成された。主な活動実績として全国で開かれる『森永乳業杯 ツアー オブ バレーボール』があり、発足した2016年から毎年開催されている。
メンバー
- 竹下佳江
- 佐野優子
- 大友愛
- 井上香織
- 狩野舞子
- 河合由貴
- 眞鍋政義
- 齋藤信治

## オフィシャルスポンサー
現在のオフィシャルスポンサー
- グローリー
- 大和工業
- コーセー
- マックスバリュ西日本
- サントリー酒類
- ウシオエンターテインメントホールディングス
- 関西福祉大学
- JAバンク兵庫
- 一般財団法人 全国福利厚生共済会
- 明海大学
- 117グループ
- ノバック
- コカ・コーラボトラーズジャパン
- レオパレス21
- 神姫バス株式会社

※太字はトップスポンサー